# Мігель де Ікаса
Мігель де Ікаса (ісп. Miguel de Icaza, нар. 1972) — мексиканський програміст, прихильник вільного програмного забезпечення. Де Ікаса відомий насамперед як засновник проєктів GNOME і Mono.

## Біографія
Міґель де Ікаса народився в Мехіко. Батько — фізик, мати — біолог. Проходячи курс прикладної і обчислювальної математики в Національному Автономному Університеті Мехіко (UNAM), у віці 18 років приєднався до проєкту GNU. Його першим внеском стала розробка файл-менеджера Midnight Commander. Також працював над ядром Linux і процесором електронних таблиць Gnumeric. Проте де Ікаса так і не здобув наукового ступеня в UNAM.
Влітку 1997 де Ікаса пройшов співбесіду в Microsoft для роботи в групі розробників Internet Explorer для UNIX, але не зміг отримати необхідну для переїзду в США візу H1-B через відсутність наукового ступеня. Пізніше, в 2001, Міґель де Ікаса заявив в інтерв'ю, що під час співбесіди він намагався переконати представників Microsoft в доцільності відкриття сирцевих кодів Internet Explorer ще до того, як Netscape відкрив сирці свого браузера.
У серпні того ж року Міґель де Ікаса разом з Федеріко Міною, своїм другом по навчанню в UNAM, заснував проєкт GNOME з метою створення повністю вільної робочого середовища для UNIX-подібних операційних систем. У 1999 разом з Нетом Фрідманом де Ікаса заснував компанію Ximian для розробки GNOME-орієнтованого ПЗ. У цій компанії стали працювати учасники проєкту GNOME. У 2001 Ximian оголосив про початок робіт над Mono — проєктом зі створення повноцінного втілення системи .NET на базі вільного програмного забезпечення. У серпні 2003 компанія Ximian була придбана корпорацією Novell. Засновники Ximian зайняли в Novell позиції віце-президентів з підтримки та проєктування Linux-проєктів.
Після поглинання Novell компанією Attachmate, у травні 2011 Міґель де Ікаса створив нову компанію Xamarin для розробки та підтримки пов'язаних з Mono проєктів, незалежно від холдингу Attachmate і приєднаних до нього підрозділів компанії Novell. І вже у липні 2011 створений у Attachmate підрозділ SUSE оголосив про укладення партнерської угоди з компанією Xamarin з метою продовження розвитку Mono, після звільнення з Attachmate команди розробників цього проєкту. Угода передбачає надання компанії Xamarin безстрокової ліцензії на всю інтелектуальну власність і торгові марки, пов'язані з проєктами «Mono», « MonoTouch», «Mono for Android» і «Mono Tools for Visual Studio».
Attachmate офіційно визнала Mono як незалежний відкритий проєкт, в розвиток якого вона не має наміру втручатися. Угода охоплює не тільки відкриту кодову базу Mono а й деякі закриті продукти. Таким чином, компанія Xamarin отримала можливість використовувати раніше створену в Novell кодову базу пов'язаних з Mono комерційних продуктів як основу для своїх рішень, а також право продавати від свого імені подібні продукти, включаючи програмні пакунки раніше поширювані компанією Novell. Крім того, компанії Xamarin делеговані операції, пов'язані з наданням для клієнтів SUSE технічної підтримки і випуском оновлень для всіх раніше випущених продуктів, заснованих на Mono.
Головною метою Xamarin є розвиток Mono для мобільних платформ. Зокрема, планується продовжити розвиток комерційних продуктів з реалізацією .NET для iPhone і Android (MonoTouch і MonoDroid). Як пріоритетні напрямки також згадується адаптація для мобільних платформ проєкту Moonlight, в рамках якого розвивається вільна реалізація технології Silverlight.

### Відзнаки
У 1999 Мігель де Ікаса був удостоєний премії FSF за просування вільного програмного забезпечення, а журнал «Technology Review» Массачусетського технологічного інституту назвав його «інноватором року». У вересні 2000 журнал Time включив Міґеля де Ікасу в сотню інноваторів XXI століття.

### Інше
У 2001 де Ікаса зіграв камео у фільмах «Antitrust» і «The Code».
У 2003 він одружився з бразилійкою Марією Лаурою

## Виноски
1. ↑  https://blogs.microsoft.com/blog/2016/02/24/microsoft-to-acquire-xamarin-and-empower-more-developers-to-build-apps-on-any-device/
2. ↑  https://www.zdnet.com/article/former-xamarin-co-founder-miguel-de-icaza-is-leaving-microsoft/
3. ↑  https://www.theregister.co.uk/2003/08/04/novell_buys_ximian/
4. ↑  Мигель де Икаса основал компанию Xamarin, которая продолжит развитие Mono независимо от Novell. Архів оригіналу за 11 серпня 2011. Процитовано 19 липня 2011.
5. ↑  Attachmate и SUSE передали компании Xamarin права на проект Mono. Архів оригіналу за 23 липня 2011. Процитовано 19 липня 2011.